# Peire de Corbiac
Peire de Corbiac (o de Corbian) va ser clergue i trobador gascó de la primer meitat del segle xiii. La seva obra més famosa és una composició religiosa, Domna, dels angels regina (PC 338,1), dedicada a la Verge. També ens ha arribat una composició anomenada Lo tezaurs (1225 ca.).

## Vida i obra

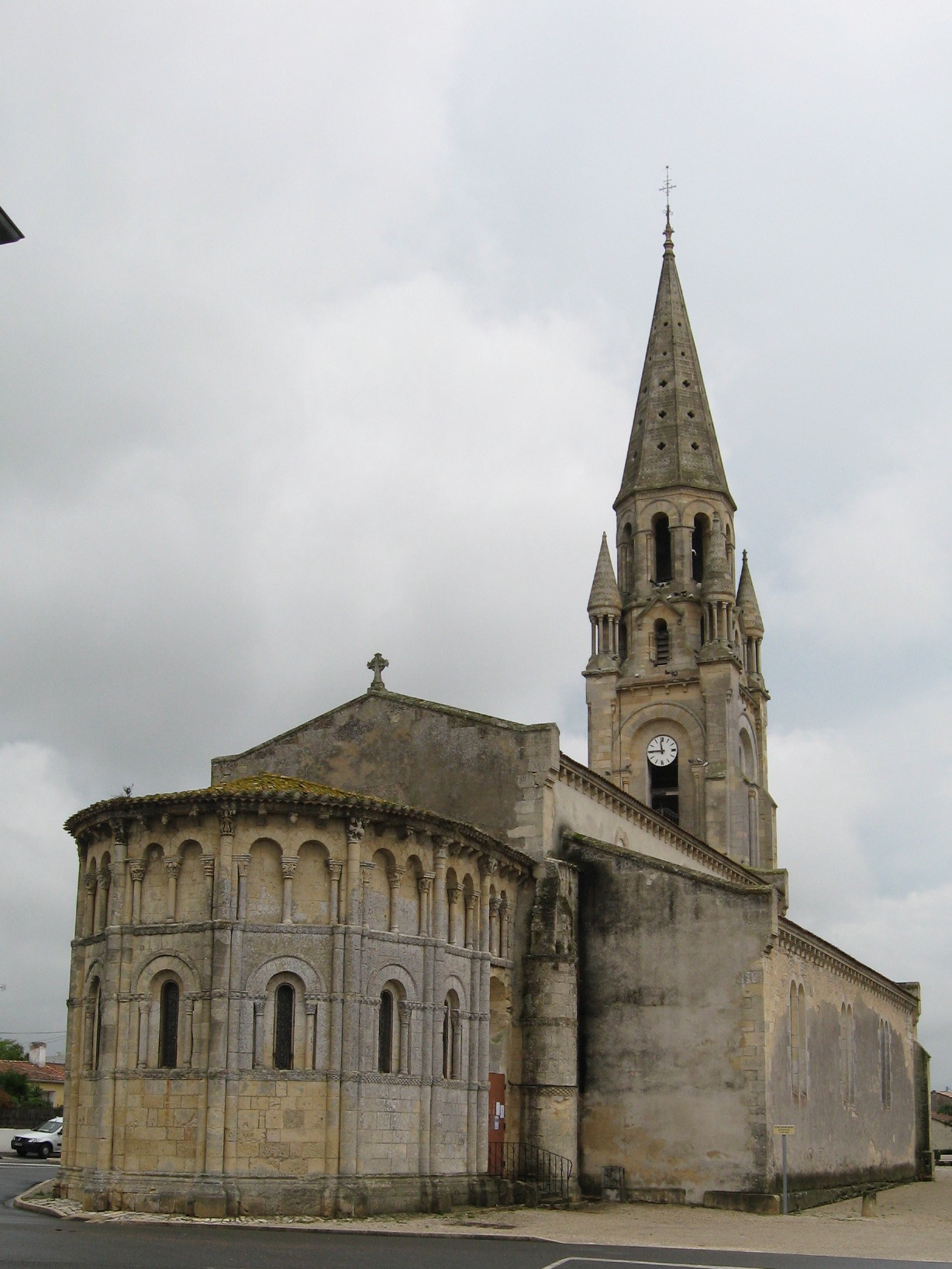
Església de Sant Sadurní de Vegadan (s. XII).

Peire va néixer molt probablement a la localitat de Corbiac, avui incorporada a Vegadan, la Gironda, en el si d'una família pobra. Es va educar a Orleans en la tradició escolàstica. El seu nebot era el també trobador Aimeric de Belenoi, la vida del qual fa referèncoa a Peire de Corbiac com a maestre (mestre, ensenyant). A Lo Tezaurs Peire hi desenvolupa una obra de natura didàctica. En ella s'intenta convèncer a l'erudit que el coneixement és a la base de la riquesa de les persones. Composta en 840 alexandrins, el Tezaurs és una compilació enciclopèdica de tota la nova producció trobadoresca. L'obra mostra un coneixement molt ampli, i dedica 547 versos en narrar els principals esdeveniments de l'Antic i el Nou Testament, per acabar discutint sobre les set arts liberals, medicina, cirurgia, nigromància, mitologia, la vida dels antics grecs i romans i la dels seus contemporanis anglesos i francesos.
Peire coneixia bé l'obra de Beda el Venerable, de Giovanni Sacrobosco i de Chrétien de Troyes, i aporta als historiadors moderns continguts d'aquests autors que avui en dia han desaparegut. El Tezaurs conté també la primera menció del terme contrapointamens, un segle abans de la seva aparició en el llatí amb el nom de contrapunctus (l'actual contrapunt). Aquesta obra va tenir una influència duradora al llarg de la Baixa Edat Mitjana; Emanuele da Roma va escriure el Nono Meḥabbereth, un poema hebraic basat en el Tesoretto di Brunetto Latini, el qual estava basat amb el Tezaurs de Peire de Corbiac.

Malgrat tot les crítiques modernes a l'obra de Peire de Corbiac no han estat sempre bones. Bertoni i Jeanroy, els dos primers editors del Tezaurs, fan un dur judici literari de l'autor:
«Aquesta petita enciclopèdia científica, que porta el títol ambiciós de «Tresor», es troba lluny de ser una obra mestra literària. El seu autor podria saver —alemenys ell mateix en presumeix— un munt de coses; Tanmateix n'hi ha una que ignora completament: l'art d'escriure. El seu estil és d'una mediocritat i banalitat desesperants; només faltava, a més, que li manqués el més simple grau d'estètica per adonar-se que estava component sobre una rima única un poema de més de 500 versos»
Certament, el poema va ser escrit enterament en una sola rima en -ens, i el lector pot cansar-se amb facilitat, a part que el sentit del que vol dir no queda sempre clar. No obstant això, en aquesta construcció monorimica, alguns hi veuen una fita tècnica. En qualsevol cas el Tezaurs ofereix un cert interèt a l'hora d'entendre la mentalitat d'un clergue del Medòc del segle xiii.
Peire era un home religiós, tal com demostra la dedicatòria inicial del seu Tezaurs, el qual conté una alavança a Jesús i Maria i una declariació del credo trinitari. No sorprèn, doncs, la seva pregària a la Verge Maria:

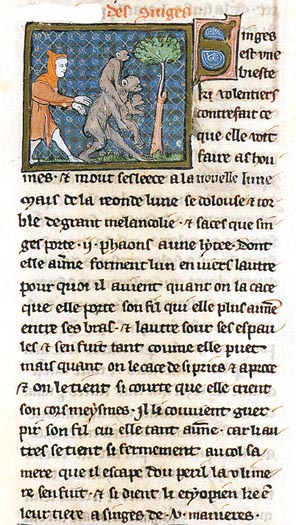
El llibre del Tresor, de Brunetto Latini. Llibre I, pàgina del bestiari que descriu el mico.

| Versió original en occità | Versió traduïda al català |
| --- | --- |
| «Domna, rosa ses espina, sobre totas flors olens, verga seca frug fazens, terra que ses labor grana, estela, del solelh maire, noirissa del vostre paire, el mon nulha no.us semelha ni londana ni vezina. Domna, verge pura e fina, ans que fos l'enfantamens, et apres tot eissamens, receup en vos carn humana Jesu Crist, nostre salvaire, si com ses trencamen faire intra.l bels rais, quan solelha, per la fenestra veirina. Domna, estela marina de las autras plus luzens, la mars nos combat e.l vens; mostra nos via certana; car si.ns vols a bon port traire non tem nau ni governaire ni tempest que.ns destorbelha ni.l sobern de la marina.» | «Domna, rosa sense espines, sobre totes les flors oloroses, branca seca que fa fruit, terra que treballada dona gra, estel, del sol mare, nodridora del vostre pare, al món ningú no se us assembla, ni llunyana ni veïna. Domna, verge pura i fina era abans de l'infantament i després igualment, reberes en vos carn humana Jesucrist, nostre salvador, sense causar cap mal, com el bell raig, quan fa sol, que entra pel vidre de la finestra. Domna, estrella marina, de totes la més resplandent, el mar i el vent ens combat; ens mostra la via vertadera: car si ens vol portar a bon port, no tem ni nau ni timoner ni tempesta que ens destorbi ni que la marea ens aclapari.» |

### Edicions del text
- Per la cançó lírica: OROZ ARIZCUREN, F. J., La lirica religiosa en la literatura provenzal antigua, Pamplona, 1972. (pp. 370-377)
- Pel que fa al Tezaurs: BERTONI, G. & JEANROY, A., éd., « LeThezaur» de Peire de Corbian », Annales du Midi, núm. 23, 1911. (pp. 289-308 i 451-471)
- Pel que fa al Tezaurs: LEGLU, Catherine E.: The Two Versions of Peire de Corbian's Thezaur, Dominique Billy & Ann Buckley (Hrsg.): Études de langue et de littérature médiévales, offertes à Peter T. Ricketts à l'occasion de son 70ème anniversaire. Brepols, Turnhout 2005. ISBN 2-503-51640-8

### Estudis sobre l'autor
- LEFÈVRE, Y.: «Deux poètes médoquains du XIIIe siècle», Revue historique de Bordeaux et du Département de la Gironde, v. 13, 1964. (pp. 123-131)
- Sacerdot Gustavo: «The Ninth Mehabbereth of Emanuele da Roma and the Tresor of Peire de Corbiac», The Jewish Quarterly Review, 7:4, juliol-1895. (pp. 711–728)